# Odenplan (stacja metra)

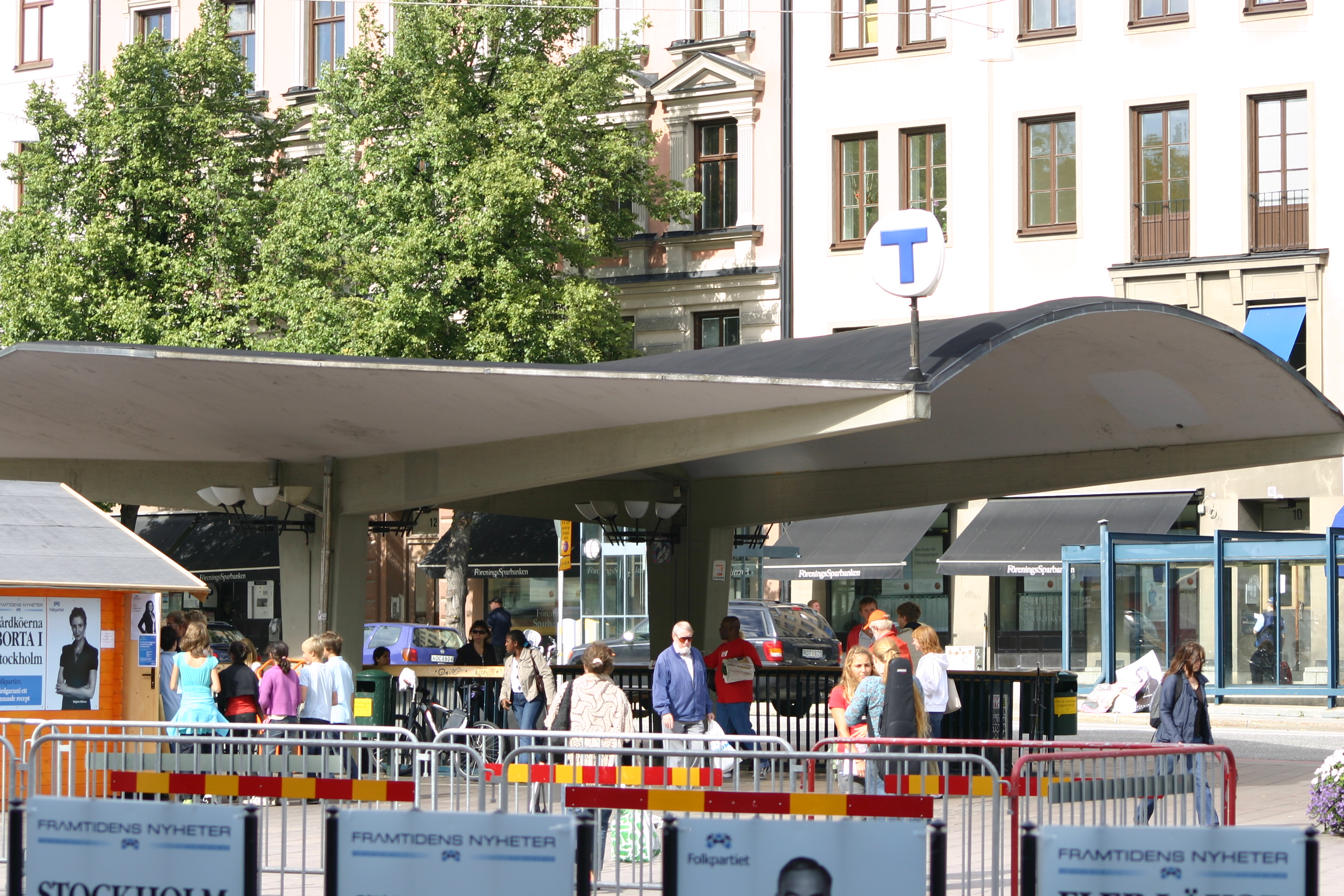
Wejście

Odenplan – stacja sztokholmskiego metra, leży w Sztokholmie, w dzielnicy Norrmalm, w Vasastaden. Na zielonej linii (T17, T18 i T19), między stacjami S:t Eriksplan a Rådmansgatan. Dziennie korzysta z niej około 25 800 osób.
Stacja znajduje się około 9 metrów pod ziemią, równolegle do S:t Eriksgatan. Posiada dwa wyjścia, zachodnie przy Karlbergsvägen róg z Dalagatan i wschodnie przy Odenplanie. Stację otworzono 26 października 1952, składy jeździły wówczas na linii Hötorget - Vällingby. Posiada jeden peron.
Od czasu otwarcia Citybanan (10 lipca 2017), możliwa jest przesiadka na Pendeltåg.

## Sztuka
- Czasowe wystawy prac studentów różnych szwedzkich uczelni wyższych[3]

## Czas przejazdu
| Linia | Stacja          | Czas przejazdu | Stacja                         | Czas przejazdu    |
| T17   | Åkeshov         | 16 min         | T-Centralen Gamla stan Slussen | 4 min 6 min 7 min |
| T17   | Skarpnäck       | 24 min         | T-Centralen Gamla stan Slussen | 4 min 6 min 7 min |
| T18   | Alvik           | 9 min          | T-Centralen Gamla stan Slussen | 4 min 6 min 7 min |
| T18   | Farsta strand   | 29 min         | T-Centralen Gamla stan Slussen | 4 min 6 min 7 min |
| T19   | Hässelby strand | 28 min         | T-Centralen Gamla stan Slussen | 4 min 6 min 7 min |
| T19   | Hagsätra        | 28 min         | T-Centralen Gamla stan Slussen | 4 min 6 min 7 min |

## Otoczenie
W najbliższym otoczeniu stacji znajdują się:
- Matteus kyrka
- Mateus skola
- Norrtulls sjukhus
- Norrmalms kyrkan
- Gustav Vasa skolan
- Gustaf Vasa kyrkan
- Vasa Real skolan
- Judiska musset
- Biblioteka miejska
- Vasaparken
- Studentpalatset
- Eastmaninstitutet (Instytut Dentytstyczny)